# 光 (工業製品メーカー)
株式会社光（ひかり、英: HIKARI CO., LTD.）は、大阪府大阪市中央区に本社を置く企業である。

## 概要
アクリル板でサインプレート等の多くの製品を開発し、金物店や文具店、百貨店などに製品を提供してきた。その後、1980年代にホームセンターが本格的に出店し、商流が変化し、ホームセンター向けにアクリル板・金属板・ゴム板等の素材を中心に製品展開している。2000年頃からは海外の協力工場で店舗用品、DIY関連製品を製造を開始した。

## 沿革
- 1964年（昭和39年） - 木村三郎、大阪市東成区中道1丁目6番32号で光工芸社創業[1]。
- 1966年（昭和41年） - 資本金400万円で、株式会社光に組織変更[1]。
- 1968年（昭和43年） - 大阪市中央区上町1丁目19番17号（大阪市東区広小路町）に本社を移転[1]。
- 1973年（昭和48年） - 大阪市中央区上町1丁目7番9号（大阪市東区東雲町）にショールーム開設[1]。
- 1981年（昭和56年） - ショールーム跡に新社屋を建設[1]。
- 1994年（平成6年） - 大阪市東成区中道3丁目1番10号に玉造流通センター開設[1]。
- 1995年（平成7年） - 木村孝、代表取締役社長に就任[1]。
- 1996年（平成8年） - 東京都荒川区西日暮里2丁目46番3号に東京営業所開設[1]。
- 1997年（平成9年） - 東京都荒川区西日暮里1丁目60番12号に東京営業所を移転[1]。
- 1999年（平成11年） - 福岡市博多区博多駅南1丁目8番12号博多駅南MTビルに福岡出張所開設[1]。
- 2002年（平成14年） - 大阪市中央区上町1丁目10番5号に上町倉庫開設[1]。
- 2009年（平成21年） - 佐野省治、代表取締役社長に就任[1]。
- 2018年（平成30年） - 木村伊治郎、代表取締役社長に就任[1]。

## 営業所など
| 営業所名         | 郵便番号 | 所在地                                          |
| ---------------- | -------- | ----------------------------------------------- |
| 大阪本社         | 540-0005 | 大阪府大阪市中央区上町1丁目7番9号               |
| 上町倉庫         | 540-0005 | 大阪府大阪市中央区上町1丁目10番5号              |
| 玉造流通センター | 537-0025 | 大阪府大阪市東成区中道3丁目1番10号              |
| 東京営業所       | 116-0013 | 東京都荒川区西日暮里1丁目60番12号               |
| 福岡出張所       | 812-0016 | 福岡市博多区博多駅南1丁目8番12号 博多駅南MTビル |
| 荒本西倉庫       | 577-0024 | 大阪府東大阪市荒本西3丁目5番21号                |